# Marinha Real Jugoslava
A Marinha Real (Servo-croata latino: Kraljevska mornarica, KM; Servo-croata cirílico: Краљевска морнарица; КМ), comumente Marinha Real Iugoslava, era o ramo do serviço de guerra naval do Reino da Iugoslávia (originalmente chamado de Reino dos Sérvios, Croatas e Eslovenos). Foi criado em 1921 e inicialmente consistia em alguns antigos navios da Marinha Austro-Húngara rendidos no final da Primeira Guerra Mundial e transferidos para o novo Estado-nação nos termos do Tratado de Saint-Germain-en-Laye. Os únicos navios de guerra modernos transferidos para o novo estado foram doze torpedeiros a vapor, embora tenha recebido quatro monitores fluviais capazes para uso no Danúbio e em outros grandes rios. Novas aquisições significativas começaram em 1926 com um antigo cruzador leve alemão, seguidas pelo comissionamento de dois torpedeiros a motor (MTBs) e uma pequena flotilha submarina nos anos seguintes. Quando o nome do estado foi mudado para Iugoslávia em 1929, o nome da sua marinha foi alterado para refletir isso. No final da década de 1920, vários dos navios originais foram descartados.
Durante todo o período entreguerras, elementos da frota realizaram visitas a portos em todo o Mediterrâneo, mas poucos exercícios de frota ocorreram devido a pressões orçamentais. Em 1930, a Força Aérea Marítima foi divorciada do controle do Exército Real Iugoslavo, e o braço aéreo naval começou a desenvolver-se significativamente, incluindo o estabelecimento de bases ao longo da costa do Adriático. No ano seguinte, um líder de flotilha de fabricação britânica foi contratado com a ideia de que o KM poderia ser capaz de operar no Mediterrâneo ao lado das marinhas britânica e francesa. No mesmo ano, cinco lança-minas construídos localmente foram adicionados à frota. Seguiu-se um hiato de vários anos e só em 1936 é que foram feitas novas aquisições importantes, com a compra de oito BTT de fabrico alemão. Ao longo dos dois anos seguintes, a frota foi significativamente reforçada pela aquisição de três destróieres de concepção francesa, marcando o ponto alto da força naval jugoslava. Às vésperas da Segunda Guerra Mundial, a marinha era composta por 611 oficiais e 8.562 homens, operando 41 navios combatentes e 19 auxiliares.
Embora o KM tenha sido em grande parte capturado pelas forças italianas durante a invasão da Iugoslávia pelo Eixo liderada pelos alemães em abril de 1941, alguns de seus navios, aeronaves e suas tripulações escaparam e serviram no Mediterrâneo sob o controle da Marinha Real Britânica durante o restante da Segunda Guerra Mundial. Quando os italianos pediram a paz em setembro de 1943, a maioria dos navios restantes foram assumidos pela Kriegsmarine alemã ou pela Marinha do Estado Independente da Croácia. Perto do final da guerra, os Aliados transferiram uma corveta para o controle iugoslavo. No final da guerra, os poucos navios restantes foram transferidos para o controle da nova República Socialista Federativa da Iugoslávia. Como a Marinha Iugoslava do pós-guerra traçou sua linhagem das forças navais dos Partisans Iugoslavos do tempo de guerra, e não do KM, poucos dos costumes e tradições do KM sobreviveram na força sucessora.

## História

### Origens
Em meados de 1918, à medida que a Primeira Guerra Mundial chegava ao fim, o Império Austro-Húngaro começou a desintegrar-se e os comités locais começaram a assumir a responsabilidade pela administração do governo central. Em outubro de 1918, o autoproclamado Conselho Nacional de Eslovenos, Croatas e Sérvios foi estabelecido em Zagreb, e mais tarde naquele mês houve discussões entre a Marinha Austro-Húngara e representantes do Conselho Nacional sobre o futuro da frota Austro-Húngara. Houve até uma troca de delegados entre o Conselho Nacional e o Estado-Maior Naval Austro-Húngaro em Viena. No final daquele mês, os "conselhos de marinheiros" formados a bordo dos navios de guerra austro-húngaros na base principal de Pola decidiram que deixariam os seus navios até 1 de Novembro, independentemente das discussões políticas em curso. No dia 30 de outubro, o estado-maior naval austro-húngaro instruiu os seus comandantes a entregar todas as embarcações navais e fluviais aos representantes do Conselho Nacional. No dia seguinte, o Imperador Carlos ordenou a entrega de todas as embarcações, estabelecimentos e fortalezas ao Conselho Nacional. Às 16h30 da tarde daquele dia, as ordens foram cumpridas. O Conselho Nacional nomeou o contra-almirante Dragutin Prica como comissário da Marinha e o capitão Janko Vuković de Podkapelski como comandante da frota. 
Os italianos estavam extremamente preocupados com a ascensão de uma nova potência naval no Mar Adriático e, na noite de 31 de outubro, dois membros da Marinha Real Italiana penetraram na base de Pola e colocaram minas navais sob a quilha do SMS Viribus Unitis, o encouraçado dreadnought de 20 000 tonelada longas (22 000 tonelada curtas) que também era o carro-chefe de Vuković. Quando explodiu, o navio afundou, com a perda de 400 tripulantes, incluindo Vuković. Como Prica estava doente, o Conselho Nacional nomeou o Capitão Metodije Koch como Comissário da Marinha e promoveu-o a contra-almirante em 2 de novembro. O Armistício de Villa Giusti entre os Aliados, os Estados Unidos e a Áustria-Hungria foi assinado em 3 de novembro e entrou em vigor no dia seguinte. As suas disposições navais incluíam a exigência de que a Áustria-Hungria entregasse a maior parte dos seus navios de guerra ao controlo dos Aliados e dos Estados Unidos e desarmasse o restante. Incluídos na entrega estavam 42 navios de guerra e submarinos modernos. A Itália começou imediatamente a ocupar a antiga costa austro-húngara e as ilhas offshore, e exigiu a entrega dos navios então sob o controlo do Conselho Nacional. Koch solicitou autoridade para manter o controle sobre quatro contratorpedeiros, mas isso foi negado pelo Conselho Naval Aliado. Mais tarde naquele mês, os italianos convenceram o Conselho Naval Aliado a expulsar as tripulações restantes da maioria dos navios. 
Em 1 de dezembro de 1918, o novo estado eslavo do sul, o Reino dos Sérvios, Croatas e Eslovenos (RSCE, mais tarde Reino da Iugoslávia), foi criado, juntando-se ao Reino da Sérvia com as terras eslavas do sul que anteriormente faziam parte do Império Austro-Húngaro. Mais tarde naquele mês, o Ministério do Exército da Sérvia foi dissolvido e um novo Ministério do Exército e da Marinha foi criado. Em janeiro de 1919, havia um total de 35 ex-navios austro-húngaros no porto, com um total de 600 tripulantes iugoslavos a bordo. O Conselho Nacional dissolveu o gabinete do Comissário da Marinha em fevereiro e Koch foi nomeado chefe do Departamento da Marinha do Ministério do Exército e da Marinha. Durante aquele mês, os italianos finalmente desembarcaram toda a tripulação restante dos antigos navios austro-húngaros, deixando a nascente Marinha RSCE sem quaisquer navios. Em abril, o escritório de Koch foi transferido para a capital, Belgrado. O destino final dos antigos navios austro-húngaros foi determinado pelas potências aliadas durante a Conferência de Paz de Paris, que também decidiu divergências territoriais entre a Itália e o RSCE. Embora as questões territoriais na Dalmácia tenham sido em grande parte decididas a favor do KSCS, a Itália teve mais sucesso ao negar ao RSCE a maior parte da antiga frota austro-húngara. As exigências irrealistas do KSCS a este respeito contribuíram para a sua falta de sucesso. Por exemplo, em abril de 1919, o KSCS solicitou o controle de quatro cruzadores, 17 contratorpedeiros, 27 torpedeiros oceânicos e 20 submarinos. Rejeitado, em maio de 1920, o RSCE reduziu suas reivindicações a dois cruzadores antigos, seis destróieres, 24 torpedeiros e quatro submarinos. Mesmo esta exigência mais modesta foi rejeitada. 

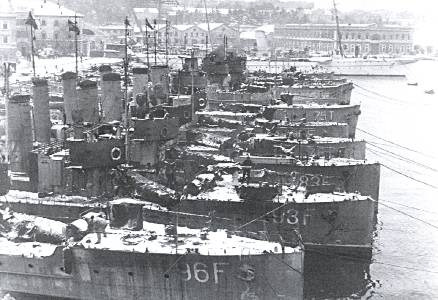
Oito torpedeiros da classe 250t foram transferidos para a Marinha do Reino dos Sérvios, Croatas e Eslovenos em março de 1921

Em outubro de 1920, a questão foi finalmente resolvida quando o Tratado de Saint-Germain-en-Laye previu a transferência do obsoleto navio de defesa costeira SMS Kronprinz Erzherzog Rudolf, oito 250t-class torpedo boats, quatro KaimanKaiman, o navio de reparos Cyclop, os transportadores de água Najade e Nixe, o navio de salvamento Gigant, três rebocadores, o iate Dalmat, quatro cascos, quatro monitores de rio (Bosna, Enns, Körös e Bodrog), uma lancha a motor, três rebocadores fluviais, 16 pequenos tenders e um número significativo de cargueiros e petroleiros. Todas essas embarcações foram formalmente adquiridas pelo KSCS no início de março de 1921.   Como os únicos navios modernos que restaram ao RSCE foram os 12 torpedeiros,  a nova nação teve que construir as suas forças navais do zero. 

### Estabelecimento
Muitos antigos membros da marinha austro-húngara foram incorporados na nova marinha, 90 por cento dos quais eram de etnia croata ou eslovena. O restante eram sérvios, ou não-eslavos como os alemães. Suas antigas patentes foram reconhecidas e, pelo menos inicialmente, insígnias e regulamentos de patente foram adotados pela antiga Marinha Austro-Húngara. Em 1922, o KM consistia em 124 oficiais e cerca de 3.000 homens. O número de oficiais caiu para mais da metade desde o final de 1919, em grande parte devido à desilusão. Para preencher a lacuna iminente, cerca de 20 graduados de cada uma das turmas de 1921 e 1922 da Academia Militar Iugoslava em Belgrado foram enviados para o KM. Em 1923, a nova Academia Naval de Gruž aceitou a sua primeira turma de 40 aspirantes, que deveriam passar por um curso de formação de três anos. Todos os ingressantes na Academia Naval deveriam ter entre 17 e 20 anos de idade e ter concluído o ensino médio ou escola náutica similar. Duas escolas especializadas para suboficiais foram estabelecidas, uma em Šibenik para tripulantes de convés e uma escola de maquinista em Kumbor, na Baía de Kotor. O treinamento com minas e torpedos foi realizado em Đenovići, assim como o treinamento de pilotos e observadores aéreos. Uma escola de artilharia foi estabelecida em Meljine, na Baía de Kotor. Šibenik foi também o lar da principal estação de rádio costeira, da escola de sinais e da escola de formação básica e especializada para marinheiros. 

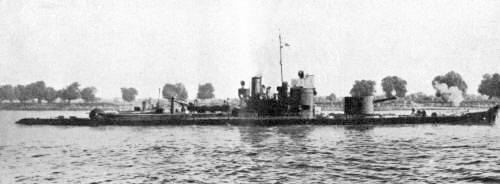
O monitor do rio Vardar em andamento

Em setembro de 1923, novos regulamentos foram promulgados, dividindo a marinha em frota, flotilha fluvial e aviação naval. Mais tarde naquele mês foi estabelecido um Comando Naval, baseado em Zemun, perto de Belgrado.  O Departamento da Marinha, hoje conhecido como Seção da Marinha, era então responsável apenas pelas questões puramente administrativas, cabendo ao Comando Naval todas as questões operacionais.  As metas de expansão inicialmente irrealistas do serviço de 24 destróieres e 24 submarinos foram logo arquivadas e, no final de 1923, a frota consistia em oito torpedeiros da classe 250t, quatro torpedeiros da classe Kaiman, seis GalebGaleb, quatro caça-minas da classe Schichau, o transportador de água Perun (ex-Cyclop), os iates Vila (ex- Dalmat) e Lada (ex-Quarnero), o navio-escola Vila Velebit, o navio de salvamento Moćni (ex-Gigant), e quatro rebocadores. Kumbor (ex-Kronprinz Erzherzog Rudolf) foi vendido para sucata em 1922, e três dos caça-minas foram eliminados em 1924, assim como os quatro cascos. Os quatro monitores fluviais permaneceram em serviço, como Vardar, Drava, Morava e Sava respectivamente. Eles foram apoiados por dois barcos patrulha motorizados e três rebocadores fluviais. 
Os estabelecimentos costeiros foram desenvolvidos a partir daqueles herdados da Marinha Austro-Húngara e incluíam Tivat na Baía de Kotor. Foi a sede do Arsenal Tivat, um estaleiro naval que foi ampliado para reparar e reformar navios maiores; incluía duas docas flutuantes, uma com capacidade de 2 000 tonelada longas (2 200 tonelada curtas) e outra com capacidade de 7 000 tonelada longas (7 800 tonelada curtas) . Ali também foram instaladas a escola de aprendizes e a escola de mergulho, juntamente com a principal base de abastecimento. Uma doca flutuante com capacidade de 2 000 tonelada longas (2 200 tonelada curtas) foi adquirida para o estaleiro privado Yarrow Adriatic em Kraljevica, e uma subsidiária do estaleiro francês Ateliers et Chantiers de la Loire foi estabelecida em Split, equipada com mais dois navios flutuantes. docas, uma com capacidade de 1 800 tonelada longas (2 000 tonelada curtas) e uma com capacidade de 8 000 tonelada longas (9 000 tonelada curtas). As embarcações fluviais eram geralmente reparadas na subsidiária Novi Sad do Arsenal, e as revisões eram concluídas na Sartid Works em Smederevo. 

### Atividades entreguerras

#### 1923–1929

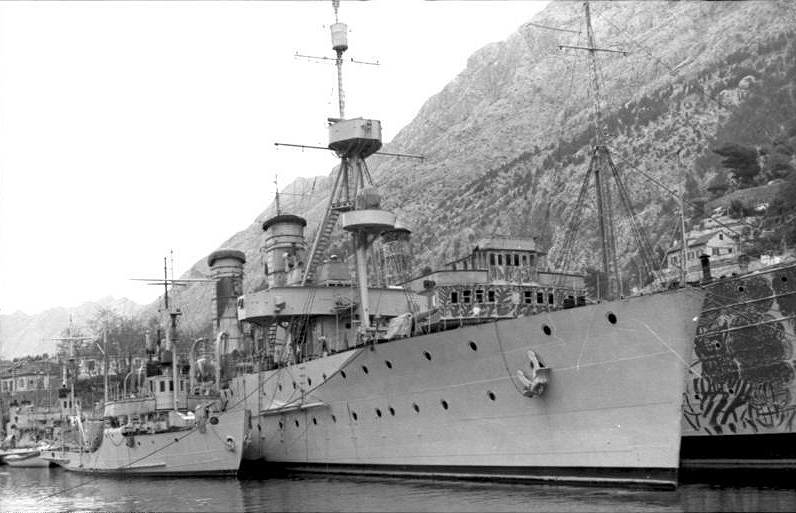
A primeira grande aquisição da marinha foi o cruzador ligeiro Dalmacija (à direita)

O desenvolvimento inicial da marinha foi prejudicado por severas limitações orçamentárias e pela falta de interesse do estado-maior, que consistia em ex-generais do Exército Real Sérvio, com pouco apreço pelos assuntos navais. Uma Liga da Marinha (em servo-croata:  Jadranska Straža) foi criada para promover o interesse público na Marinha.  Em 1925, Prica conduziu exercícios na costa da Dalmácia, envolvendo a maioria dos navios.  Em 1926, a Marinha conseguiu fazer sua primeira aquisição significativa, o antigo cruzador leve SMS Niobe da Marinha Imperial Alemã.SMS Niobe, que foi renomeada como Dalmacija. Ela foi reformada no Arsenal de Tivat antes do comissionamento. No ano seguinte, dois torpedeiros a motor (MTBs) da classe Thornycroft Uskok, de construção britânica, foram adquiridos, chamados Uskok e Četnik, e uma base foi construída para eles em Šibenik. Em 1927, foram adquiridos os dois primeiros submarinos, da classe Hrabri, de construção britânica — Hrabri e Nebojša. Nos dois anos seguintes, mais dois submarinos foram colocados em serviço, a classe Osvetnik, de construção francesa, que consistia no Osvetnik e no Smeli. A flotilha submarina estava baseada em Tivat, apoiada pelo navio-depósito Hvar (ex-Solun), adquirido em 1927. Entre 1928 e 1930, vários antigos navios austro-húngaros foram descartados, incluindo os quatro torpedeiros da classe Kaiman . Em 1929, o navio de salvamento Moćni foi desmantelado e o Spasilac 740 tonelada longas (830 tonelada curtas) de construção alemã foi adquirido para substituí-lo. 
No final de 1928, a escola de aviação naval foi transferida de Đenovići para Divulje, perto de Split, onde foi estabelecida uma nova estação de hidroaviões. No mesmo ano, o navio-depósito de hidroaviões Zmaj, 1 870 tonelada longas (2 100 tonelada curtas) foi adquirido da Alemanha.  Em maio e junho de 1929, uma esquadra, sob o comando de Prica e composta por Dalmacija, Hvar e os dois submarinos da classe Hrabri, visitou Malta, Corfu e Bizerte. Também em 1929, o antigo transportador de água austro-húngaro Najade, agora denominado Sitnica, foi reempregado como auxiliar da flotilha submarina, apesar de não ter oficina para trabalhos de reparação.  No final de 1929, o Comando da Marinha e a Seção da Marinha foram combinados como parte do Ministério do Exército e da Marinha, com o comandante da Marinha ocupando o posto de almirante e seu vice com o posto de vice-almirante. Naquela época, a frota iugoslava consistia no cruzador leve Dalmacija, os oito torpedeiros de alto mar da classe 250t, os dois MTBs da classe Uskok, quatro submarinos, seis caça-minas da classe Galeb, um caça-minas, o navio-depósito de submarinos Hvar, o navio de treinamento navio Sitnica, dois iates Vila e Lada, e cinco rebocadores. A flotilha ribeirinha era composta pelos quatro monitores e pelo auxiliar fluvial Srbija . No total, a marinha era composta por 256 oficiais e 2.000 homens, com uma reserva naval composta por 164 oficiais e 570 homens. Menos da metade dos oficiais eram ex-membros da Marinha Austro-Húngara e 49 oficiais haviam se formado na Academia Naval.  Em outubro, Prica aposentou-se como comandante da marinha e foi substituído pelo vice-almirante V. Wickerhauser. 

#### 1930–1940

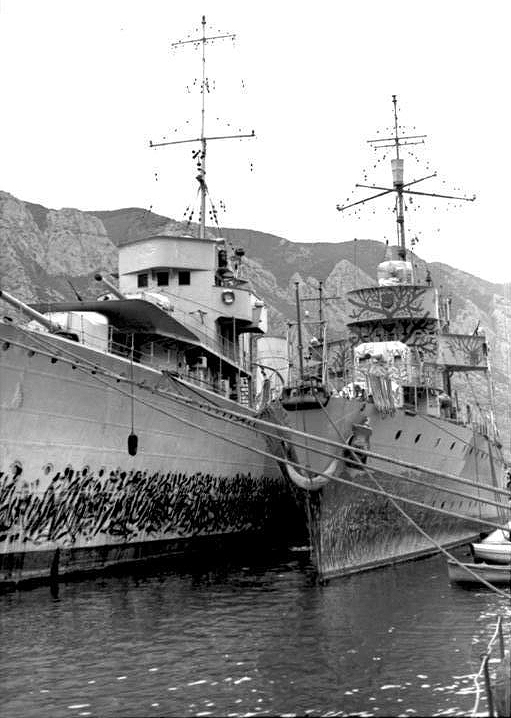
O líder da flotilha Dubrovnik (à esquerda) na Baía de Kotor

Em janeiro de 1929, o rei Alexandre mudou o nome do país para Reino da Iugoslávia, e a marinha tornou-se Marinha Real (Servo-croata latino: Kraljevska mornarica, KM; Servo-croata cirílico: Краљевска морнарица; КМ). Em abril de 1930, o navio de salvamento Spasilac foi adicionado à frota e, no mês seguinte, o submarino Nebojša foi danificado ao colidir com um navio a vapor. Em julho, os dois submarinos da classe Hrabri e o Sitnica fizeram um cruzeiro peloMediterrâneo, visitando Alexandria e Beirute. A nomeação de um chefe da Força Aérea Marítima em 1930 significou a separação da aviação naval do controle do exército, com um efetivo de cerca de 1.000 oficiais e homens, dos quais cerca de 80 eram pilotos. Cerca de 120 aeronaves navais estavam em serviço.  Em 1931, a frota expandiu-se significativamente com a conclusão da flotilha líder de construção britânica, Dubrovnik.  O conceito do líder da flotilha envolvia a construção de grandes destróieres semelhantes aos destróieres da Marinha Real Britânica V e da classe W da Primeira Guerra Mundial.  Na Marinha Francesa entreguerras, estes navios eram conhecidos como contre-torpilleurs, e destinavam-se a operar com destróieres menores, ou como meias-flotilhas de três navios. O KM decidiu construir três desses líderes de flotilha, navios que teriam a capacidade de atingir altas velocidades e com longa resistência. A longa exigência de resistência refletia os planos iugoslavos de enviar os navios para o Mediterrâneo central, onde seriam capazes de operar ao lado de navios de guerra franceses e britânicos. O início da Grande Depressão significou que apenas um navio da planejada meia flotilha foi construído.  Cinco minelayers da classe Malinska construídos localmente também foram adicionados à frota em 1931. No ano seguinte, um novo navio de treinamento de vela bergantim 720 tonelada longas (810 tonelada curtas) de construção alemã, Jadran, foi adquirido,  e Wickerhauser se aposentou e foi substituído pelo vice-almirante NN Stanković.  O torpedeiro T4 da classe 250t encalhou e foi destruído em 1932. 
Em 1932, Stanković garantiu ao adido naval britânico que a política naval iugoslava estava focada na defesa da sua costa, mas também opinou que esta tarefa exigiria uma expansão significativa da marinha, incluindo a aquisição de seis cruzadores e mais cinco líderes de flotilha semelhantes a Dubrovnik. No mesmo ano, Dubrovnik navegou até ao Mar Negro e depois visitou vários portos do Mediterrâneo com o Rei Alexandre e a Rainha Maria a bordo. Durante 1932, a Força Aérea Marítima tinha bases em Divulje e Đenovići, com dois esquadrões de bombardeiros e um esquadrão de reconhecimento em cada base, cada esquadrão composto por 12 aeronaves.  Em 1934, o adido naval britânico relatou que os franceses tinham influência significativa na política naval iugoslava. No mesmo ano, o KM era composto por 517 oficiais e 6.461 homens, e Stanković aposentou-se e foi substituído pelo Contra-Almirante M. L. Polić.  Em Outubro, Hrabri e Smeli realizaram visitas a vários portos do Mediterrâneo.  Apesar de não ser construída uma meia flotilha de grandes destróieres, persistiu a ideia de que Dubrovnik poderia operar com vários destróieres menores. Em 1934, o KM decidiu adquirir três desses destróieres para operar numa divisão liderada por Dubrovnik.  Em agosto de 1935, Dubrovnik visitou Corfu e Bizerte, o porta-aviões Zmaj junto com três propostas de minas da classe Galeb também visitaram Corfu, e Hrabri e Osvetnik visitaram Malta. 
Em 1936, oito MTBs da classe Orjen de fabricação alemã foram adicionados.  Também em 1936, um novo comando naval costeiro foi estabelecido sob o comando de um contra-almirante. Estava sediado em Split e incluía comandos em terra em Selce, Šibenik e Đenovići. No final daquele ano, o KM era composto por 27 combatentes de superfície, quatro submarinos e cerca de uma dezena de embarcações auxiliares, tripuladas por um total de 487 oficiais e cerca de 5.000 homens. O iate Lada foi eliminado, assim como o caça-minas D2 .  O navio de treinamento Sitnica foi convertido em um segundo navio-depósito de submarinos, e as propostas de minas da classe Galeb foram reclassificadas como minelayers. A flotilha fluvial consistia nos quatro monitores, o iate real Dragor, dois barcos-patrulha — Graničar e Stražar, e três rebocadores fluviais; Cer, Triglav e Avala. No entanto, em 1936, os únicos navios prontos para o serviço de guerra eram Dubrovnik e os quatro submarinos, e a marinha só era considerada capaz de realizar tarefas de patrulha e vigilância costeira, colocação de minas e pequenos ataques contra navios inimigos. Apesar disso, o adido naval dos Estados Unidos observou que o moral e a disciplina da marinha estavam muito bons. Afirmou ainda que os comandantes de alto nível pareciam desanimados com a má posição da Marinha devido ao seu orçamento inadequado. Concluiu que a frota estava em muito boas condições tendo em conta o seu financiamento.  Durante 1936, Nebojša e Osvetnik visitaram Corfu, e Zmaj e três minas da classe Galeb também visitaram Corfu. 

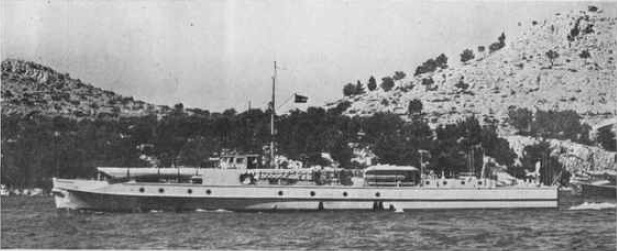
O MTB Velebit da classe Orjen em andamento

Em 1936-1937, a frota foi significativamente fortalecida pela aquisição de três contratorpedeiros da classe Beograd 1 240 tonelada longas (1 400 tonelada curtas), o Beograd, de construção francesa, e os Zagreb e Ljubljana, de construção local. A comunicação naval via teletipo foi estabelecida para conectar o Comando Naval em Zemun com as bases em Selce, Split, Šibenik e Novi Sad. Split também estava ligado ao Divulje, e Đenovići estava ligado ao Tivat Arsenal.  Em 1937, o Comando Naval foi renomeado para Estado-Maior Naval e um Colégio de Estado-Maior Naval foi estabelecido em Dubrovnik. Um esforço considerável foi feito para colocar a frota em boas condições de navegação, com a reforma do Dalmacija . Dubrovnik foi considerado em bom estado de conservação, mas os dois submarinos construídos na França precisavam de trabalho constante. Os oito novos MTBs da classe Orjen foram considerados impróprios para navegar em condições adversas, mas satisfatórios em tempo bom. Dubrovnik visitou Istambul, Mudros e Pireu em agosto, e Zmaj, Hrabri e Smeli visitaram Creta, Pireu e Corfu em agosto e setembro. 
Em 1938, a Marinha era composta por 611 oficiais e 8.562 homens. Uma Conferência Naval dos Balcãs foi realizada no mesmo ano, durante a qual o Chefe do Estado-Maior Naval declarou que, em caso de guerra, a frota iugoslava se concentraria na defesa costeira, exceto em incursões submarinas ocasionais. A Força Aérea Marítima poderia colocar em campo um total de 40 aeronaves, mas apenas os 12 Dornier Do 22 e os 12 Dornier Do J foram considerados de algum valor na guerra moderna. Dubrovnik visitou Alexandria, Beirute e Corfu em agosto de 1938.  Em 1939, um novo contratorpedeiro Split 2 400 tonelada longas (2 700 tonelada curtas) foi estabelecido, e dois submarinos costeiros alemães Tipo IIB foram encomendados, mas devido à eclosão da Segunda Guerra Mundial, Split não foi concluído e os submarinos nunca foram entregues.  Em 1939, os britânicos observaram que o comandante-chefe da Marinha Iugoslava, Polić, era "amável, mas ignorante" e tinha pouco conhecimento técnico em questões navais.  No mesmo ano, o torpedeiro T2 da classe 250t foi desmontado para sucata.  Em janeiro de 1940, Ljubljana atingiu um recife ao largo de Šibenik e afundou. Ela foi criada e colocada em doca seca no Arsenal de Tivat para reparos. 

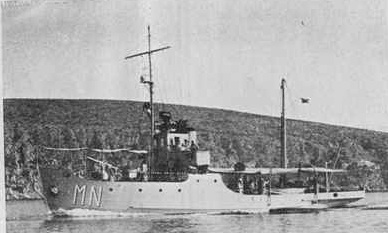
Uma minelayer classe Malinska em andamento

### Antes da invasão de abril de 1941
Às vésperas da invasão da Iugoslávia pelo Eixo liderada pelos alemães, o KM compreendia 41 navios combatentes e 19 auxiliares, efetivamente divididos em navios capazes de tarefas ofensivas e defensivas, e navios destinados a treinamento em tempos de paz, logística e tarefas de colocação de minas. A primeira categoria incluía Dubrovnik, os três destróieres da classe Beograd (embora Ljubljana estivesse em doca seca sendo reparada), os quatro submarinos, oito MTBs da classe Orjen e dois MTBs da classe Uskok . Dos submarinos, apenas os dois construídos na França foram considerados totalmente prontos para o combate. A última categoria consistia em Dalmacija, seis lançadores de minas da classe Galeb, seis torpedeiros da classe 250t, cinco lançadores de minas da classe Malinska e os navios de treinamento e auxiliares Jadran, Zmaj, Hvar e Sitnica . A Força Aérea Marítima era composta por 150 hidroaviões, dos quais 120 tinham capacidade de combate, sendo o restante aeronaves de treinamento. As aeronaves de combate eram principalmente dos tipos Do 22s, Do Js e Do D. Embora aeronaves com capacidade de torpedo estivessem em serviço, nenhum torpedo lançado do ar estava disponível. 
Havia fraquezas significativas no KM antes da invasão. Uma foi a não subordinação do Comando de Vigilância Naval aos respectivos sectores do Comando Costeiro Naval, e outra foi a atribuição da responsabilidade de dois sectores do Comando Costeiro Naval a estabelecimentos essencialmente de formação. 

### Operações navais durante a invasão de 1941
Quando a Alemanha e a Itália atacaram a Iugoslávia em 6 de abril de 1941, os ataques iniciais vieram do ar. Desde o início da manhã, aeronaves italianas e alemãs atacaram as instalações navais de Split e da Baía de Kotor.  À tarde, bombardeiros de mergulho italianos atacaram a Baía de Kotor. O ataque danificou um barco voador Do J, mas uma das aeronaves italianas foi abatida por fogo antiaéreo, enquanto outras duas foram danificadas. Pouco depois, mais bombardeiros italianos atacaram sem sucesso o Arsenal de Tivat, sofrendo três aeronaves danificadas no ataque. No mesmo dia, três KM Dornier Do 22 e Rogožarski SIM-XIV-H forneceram cobertura aérea enquanto o minelayer classe Galeb Jastreb colocava um campo minado no porto de Budva.  No dia seguinte, três bombardeiros italianos perderam-se nas nuvens e emergiram sobre a Baía de Kotor, onde dois foram danificados e um abatido por fogo antiaéreo.  Em 8 de abril, houve ataques italianos à base da 2ª e 3ª Divisões de Torpedos em Šibenik, e três barcos voadores Do J foram destruídos por caças italianos em Jadrtovac. Vários Do 22 e SIM-XIV-H também realizaram missões de reconhecimento naquele dia.  No dia seguinte, bombardeiros italianos atacaram várias bases navais e de hidroaviões iugoslavas ao longo da costa, destruindo e danificando várias aeronaves. Um piloto do Do 22 localizou um comboio italiano cruzando o Adriático e, apesar do forte fogo antiaéreo, atacou-o duas vezes sem resultado. Outros três KM Do 22 atacaram Durazzo na Albânia controlada pelos italianos, mas foram expulsos. 
Para evitar que uma cabeça de ponte fosse estabelecida em Zara, um enclave italiano na costa da Dalmácia, Beograd, quatro torpedeiros da classe 250t e seis MTBs foram despachados para Šibenik, 80 quilômetros (50 mi) ao sul de Zara, em preparação para um ataque. O ataque seria coordenado com a 12ª Divisão de Infantaria Jadranska e dois regimentos combinados do Exército Real Iugoslavo atacando da área de Benkovac, apoiado pelo 81º Grupo de Bombardeiros da Força Aérea Real Iugoslava. Os iugoslavos lançaram seu ataque em 9 de abril, mas a ponta naval desse ataque vacilou quando Beograd foi danificada por quase acidentes de aeronaves italianas ao largo de Šibenik com seu motor de estibordo desativado, após o que ela mancou até a Baía de Kotor, escoltada pelo restante da força, para reparos.  O bombardeio aéreo italiano de Kotor danificou gravemente o minelayer Kobac, que teve de ser encalhado para evitar o seu afundamento. 
No dia 10 de abril, o 2º Comando de Hidroaviões em Divulje começou a se desintegrar, com alguns pilotos voando com suas aeronaves para a Baía de Kotor para se juntarem ao 3º Comando de Hidroaviões. O One Do 22 atacou um navio-tanque italiano ao largo de Bari, alegando um quase acidente que a tripulação iugoslava acreditava ter causado alguns danos.  No dia seguinte, bombardeiros de mergulho italianos atacaram MTBs da 2ª Divisão de Torpedos perto de Šibenik, com os barcos iugoslavos abatendo uma aeronave italiana e danificando outra. 
No início da campanha, os monitores fluviais realizaram operações ofensivas bombardeando o campo de aviação de Mohács, na Hungria, a 6 de Abril e novamente dois dias depois, mas tiveram de começar a retirar-se em direcção a Novi Sad até 11 de Abril, depois de terem sido repetidamente atacados pelos alemães. bombardeiros de mergulho. No início da manhã de 12 de abril, um esquadrão de bombardeiros de mergulho alemães atacou os monitores iugoslavos no Danúbio. Drava foi atingida por vários deles, mas eles não conseguiram penetrar seus 300 milímetros (12 pol) espessa armadura de convés, até que por acaso, alguém colocou uma bomba direto no funil, matando 54 dos 67 tripulantes. Durante o ataque, os artilheiros antiaéreos dos monitores alegaram que três bombardeiros de mergulho foram abatidos. Os três monitores restantes foram afundados pelas suas tripulações no final de 12 de abril, quando as forças alemãs e húngaras ocuparam as suas bases e os sistemas fluviais sobre os quais operavam.  As tripulações então se reuniram em um rebocador e tentaram fugir para o Mar Negro. Enquanto o barco passava sob uma ponte perto de Zemun, foi atacado por aeronaves do Eixo. Várias bombas atingiram a ponte, fazendo com que ela desabasse sobre o rebocador e matando todos os tripulantes, exceto três. 

### Consequências

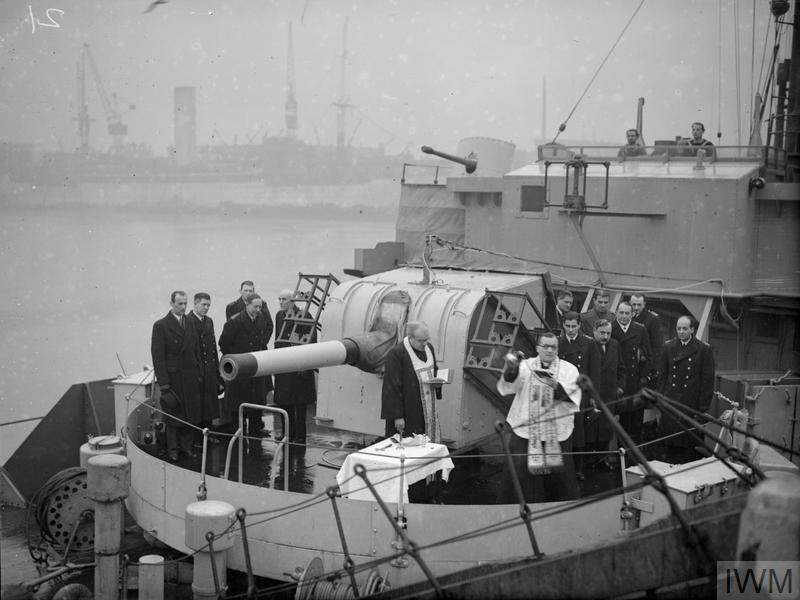
Cerimônia de renomeação da corveta Nada em Liverpool em 11 de janeiro de 1944

Os italianos capturaram a maior parte do KM no porto, incluindo Ljubljana, que passou toda a invasão em doca seca.  No entanto, Zagreb foi explodida e afundada na Baía de Kotor por dois oficiais subalternos, Sergej Mašera e Milan Spasić, para evitar a sua captura. O submarino Nebojša e dois MTBs da classe Orjen escaparam para Alexandria para se juntarem à causa aliada.  Um quarto contratorpedeiro, Split, foi capturado durante a construção no estaleiro Kotor, mas os italianos não conseguiram concluí-lo antes de pedirem a paz em setembro de 1943. Ela foi concluída pela Marinha Iugoslava após a guerra.  Dez aeronaves da Força Aérea Marítima escaparam para a Grécia, com nove chegando ao Egito, onde formaram um esquadrão sob o comando da Força Aérea Real .  Os três navios iugoslavos que escaparam da captura foram usados para criar um KM no exílio. A força foi liderada pelo capitão Ivan Kern, que estava ligado ao governo iugoslavo no exílio em Londres, e operava com a Frota Britânica do Mediterrâneo a partir de bases em Malta e Alexandria. 
Vários navios de guerra iugoslavos capturados, notadamente Dubrovnik, Beograd e o reparado Ljubljana, foram empregados pela italiana Regia Marina até ao armistício de 1943, altura em que a Kriegsmarine alemã, e em menor medida a Marinha do Estado Independente da Croácia, se apropriaram dos navios sobreviventes para as suas próprias frotas. Ljubljana naufragou em um banco de areia perto do Golfo de Túnis enquanto estava em serviço italiano em abril de 1943, e Dalmacija entrou em serviço alemão com seu nome alemão anterior, Niobe, mas logo foi transferido para a marinha croata como Zniam . Encalhado na ilha de Silba, foi destruído por MTBs britânicos em dezembro de 1943. Dubrovnik e Beograd não foram afundados pelas forças aliadas até abril e maio de 1945, respectivamente. 
No início de 1944, a corveta Mallow da classe Flower da Marinha Real foi transferida para o KM no exílio como Nada.  Em agosto de 1945, após o fim da Segunda Guerra Mundial na Europa, o governo britânico ordenou a dissolução da marinha. Os seus activos foram transferidos para a recém-constituída Marinha Jugoslava do pós-guerra,  onde continuaram o seu serviço. A Marinha Jugoslava do pós-guerra tirou as suas insígnias e tradições das forças navais partidárias que evoluíram a partir de navios de pesca armados operados ao longo da costa do Adriático a partir do final de 1942, pelo que poucas das tradições do KM foram transportadas para a marinha do pós-guerra.  O governo britânico deu ao pessoal do KM no exílio a escolha de ser repatriado ou permanecer no exílio. Destes, 93 homens optaram por permanecer no estrangeiro. O governo britânico alojou-os brevemente em campos militares antes de permitir que se mudassem para países de sua escolha. 

## Organização

### Tempo de paz
A organização do MK em tempos de paz permaneceu essencialmente inalterada desde 1929 até à invasão da Jugoslávia. O Comando Naval em Zemun fazia parte do Ministério do Exército e da Marinha e controlava o Quartel-General da Marinha. O Quartel-General da Marinha era composto pelo estado-maior, arquivo, principal estação de rádio naval e jornal da marinha, e controlava seis filiais; a frota, Forças Fluviais e Lacustres, Força Aérea Marítima, Comando de Defesa Costeira, Comando de Vigilância Naval e estabelecimentos costeiros. A composição exata da frota variava consideravelmente à medida que os navios eram adicionados e eliminados, mas a partir de 1938 ela geralmente compreendia três divisões de torpedos, uma divisão de submarinos e um esquadrão de treinamento, atingindo sua força máxima durante o período de treinamento de verão de cada ano. Os lançadores de minas geralmente faziam parte do Comando de Defesa Costeira, mas eram destacados para a frota durante os exercícios navais, assim como os esquadrões de aviação naval. A Força Aérea Marítima consistia em três comandos de hidroaviões, cada um de dois grupos, a escola de aviação naval e o navio-depósito de hidroaviões Zmaj. 

### Tempo de guerra
Em caso de guerra ou emergência nacional, o Estado-Maior Naval ficaria diretamente subordinado ao Comando Supremo. O Estado-Maior Naval comandaria a frota, a flotilha fluvial, a Força Aérea Marítima e o Comando Costeiro Naval. Todos os demais estabelecimentos navais permaneceriam sob o controle da Seção da Marinha do Ministério do Exército e da Marinha. Houve algumas exceções a esses arranjos gerais. Por exemplo, os destacamentos navais no Lago de Ocrida e no Lago Escútare estavam subordinados aos distritos militares locais, e o Comando Costeiro Naval estava subordinado ao Comando de Defesa Costeira do Exército Real Iugoslavo. Em caso de mobilização, a Marinha precisaria requisitar cerca de 250 embarcações marítimas e 25 fluviais. 

## Logística e pessoal
A base principal do KM estava na Baía de Kotor, na costa sul do Adriático. Abrangeu o Arsenal de Tivat e uma série de escolas e outros estabelecimentos. Outras bases estavam localizadas em Šibenik, no centro da Dalmácia, e em Selce, no norte do Adriático.  A costa iugoslava estendia-se por 560 quilômetros (350 mi), e havia mais de 600 ilhas iugoslavas no Adriático.  O principal porto fluvial ficava em Novi Sad, no Danúbio.  Ao longo da sua existência, o KM lutou com dificuldades logísticas associadas a navios e armamento naval de fabricação estrangeira.  O KM cresceu de pouco mais de 3.000 oficiais e homens logo após a sua criação para uma força de mais de 9.000 imediatamente antes da Segunda Guerra Mundial.   As tripulações dos navios variavam de 240 para o líder da flotilha Dubrovnik e 145 para os destróieres da classe Beograd, a apenas cinco para os MTBs da classe Uskok.  